# Dijete sreće
«Dijete sreće» — музичний альбом гурту Novi fosili. Виданий 1987 року лейблом Jugoton. Загальна тривалість композицій становить 37:44. Альбом відносять до напрямку поп.

## Список пісень
Сторона A
1. «Dijete sreće» — 3:48
2. «E, da si barem noćas ovdje» — 4:14
3. «Zaljubljena» — 3:05
4. «Znam» — 4:34
5. «Mali brod na Savi» — 3:20

Сторона B
1. «Okreni se, idi» — 2:40
2. «Suzi» — 2:38
3. «Kad vas molim» — 2:32
4. «Zrinka» — 3:45
5. «Dobre djevojke» — 3:30
6. «Tužna stvar» — 3:38